# Laura Branigan
Laura Ann Branigan, född 3 juli 1952 i Brewster i delstaten New York, död 26 augusti 2004 i East Quogue på Long Island i New York, var en amerikansk sångare och skådespelare.

## Biografi

### Karriärens början
Under andra året i high school hade Laura Branigan huvudrollen i en uppsättning av musikalen Pyjamasleken och i mitten av 1970-talet började hon studera vid America Academy of Dramatic Arts i New York . Branigan var medlem i bandet Meadow, som gjorde ett album 1973 som hette "The Friend Ship". Mellan april och augusti 1976 turnerade hon som bakgrundssångerska till Leonard Cohen i Europa. År 1977 hade Branigan bestämt sig för att hon ville bli soloartist i stället och två veckor senare hade hon fått ett skivkontrakt med Atlantic Records. Branigans födelseår uppgavs länge som varande 1957, men en beundrare visade 2015 att dessa uppgifter inte var riktiga.

### Solokarriär
Hennes första hit var sången Gloria skriven av Giancarlo Bigazzi. Den fanns med på hennes första album, Branigan, som släpptes 1982. Det tog flera veckor för Gloria att bli en hit, men när den väl blev det stannade den på hitlistorna under flera månader. 1983 släpptes albumet Branigan 2, och hon fick ytterligare två topp 10-placeringar med Solitaire och How Am I Supposed to Live Without You. Samma år hade hon även en låt med på soundtracket till filmen Flashdance, Imagination. 
1984 släpptes albumet Self Control som innehöll hennes största hit någonsin, nämligen titellåten Self Control. Låten var egentligen en cover av en version framförd av den italienska sångaren Raf. Även The Lucky One och Ti Amo blev stora hits. 1985 kom albumet Hold Me, där Spanish Eddie, I Found Someone och Hold Me utmärkte sig genom att ta sig in på hitlistorna. Touch kom 1987 och innehöll låten Shattered Glass, en mindre hit, och The Power of Love, som åter tog henne till topplistorna.
Albumet Laura Branigan 1990 lyckades bara prestera en mindre hit; Moonlight on Water, och Over My Heart som kom 1993 innehöll ingenting som slog. 1994 kunde man höra Branigan i en duett med Baywatch-stjärnan David Hasselhoff, I Believe, som fanns med på soundtracket till just Baywatch. I juni 1995 gav hon ut ett greatest hits-album med titeln The Best Of....

### Död
Hennes plötsliga död den 26 augusti 2004 orsakades av en hjärnaneurysm, vilket också hade orsakat hennes fars och farfars död. Laura Branigan kremerades och hennes aska spreds över Long Island Sound.
På årsdagen av hennes död hölls 2005 en minneshögtid för hennes vänner och fans. Minneshögtiden hölls nära hemmet där hon tog hand om sin mamma då hon avled. Det blev därefter en årlig högtid för att hylla hennes liv och gärning.

## Diskografi

### Studioalbum
- The Friend Ship (1973) gruppen Meadow
- Branigan (1982)
- Branigan 2 (1983)
- Self Control (1984)
- Hold Me (1985)
- Touch (1987)
- Laura Branigan (1990)
- Over My Heart (1993)

### Samlingsalbum
- The Best of Laura Branigan (1988)
- The Very Best of Laura Branigan (1992)
- The Best of Branigan (1995)
- The Essentials (2002)
- The Platinum Collection (2006)
- Shine On: The Ultimate Collection (2010)